# 日福蒙-尚波贝尔
日福蒙-尚波贝尔（法語：Giffaumont-Champaubert，法語發音：[ʒifomɔ̃ ʃɑ̃pobɛʁ]）是法国马恩省的一个市镇，属于维特里勒弗朗索瓦区。该市镇于1970年由原市镇日福蒙（Giffaumont）和尚波贝尔欧布瓦（Champaubert-aux-Bois）合并而成。

## 地理
日福蒙-尚波贝尔（48°33'18"N, 4°45'11"E）面积28.16 平方千米，位于法国大東部大區马恩省，该省份为法国东北部内陆省份，北起阿登省，西北接埃纳省，西南接塞纳-马恩省，南至奥布省，东南接上马恩省，东临默兹省。
与日福蒙-尚波贝尔接壤的市镇（或旧市镇、城区）包括：滨湖圣玛丽-尼斯芒、埃克拉龙-布罗库尔-圣利维埃、普朗吕、阿里尼、沙蒂永叙布鲁埃、拉尔济库尔、乌蒂讷、里沃代尔瓦斯。

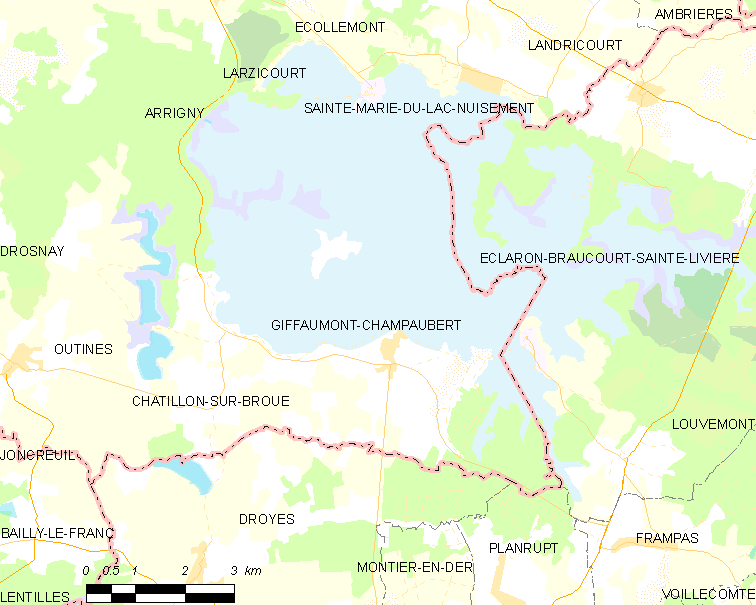
日福蒙-尚波贝尔的OSM定位图

日福蒙-尚波贝尔的时区为UTC+01:00、UTC+02:00（夏令时）。

## 行政
日福蒙-尚波贝尔的邮政编码为51290，INSEE市镇编码为51269。

## 政治
日福蒙-尚波贝尔所属的省级选区为塞迈兹莱班县。

## 人口

1962-2008年间日福蒙-尚波贝尔人口变化图示

日福蒙-尚波贝尔于2022年1月1日时的人口数量为286人。